# Myriam Sylla

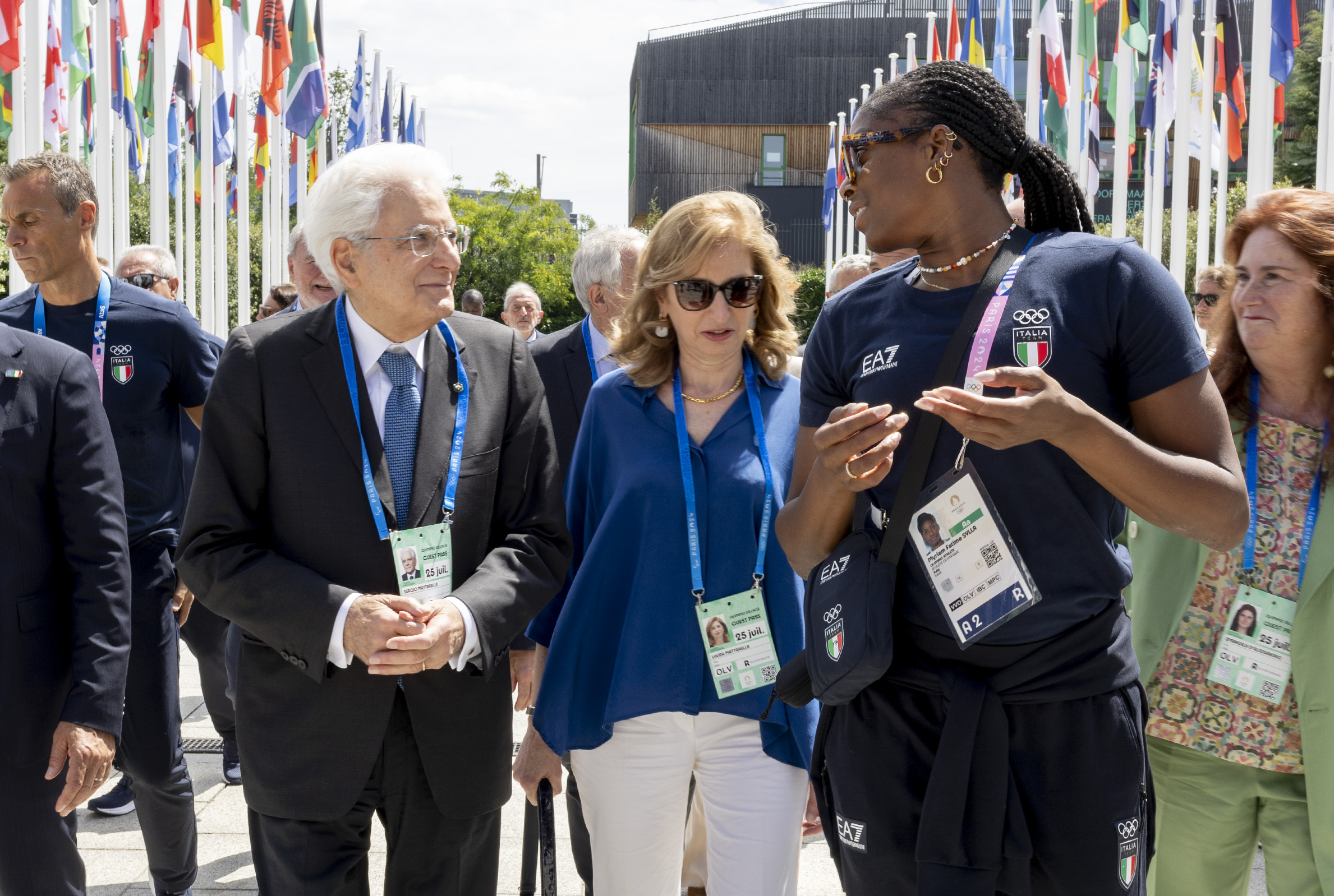
Miriam Sylla i prezydent Włoch Sergio Mattarella przed rozpoczęciem Igrzysk Olimpijskich w wiosce olimpijskiej w Paryżu, 25.07.2024

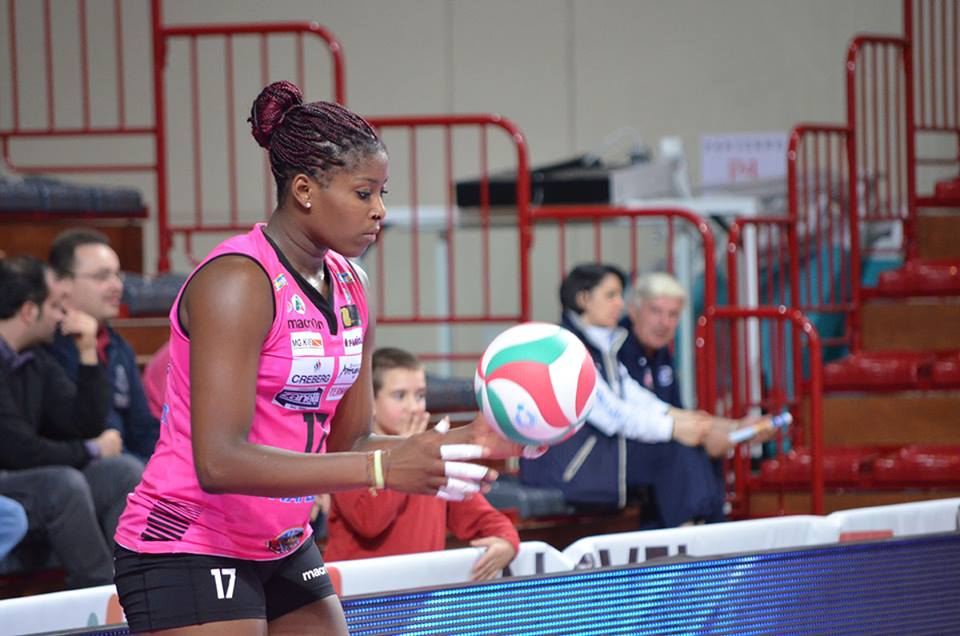
Miriam Sylla zawodniczką Foppapedretti Bergamo

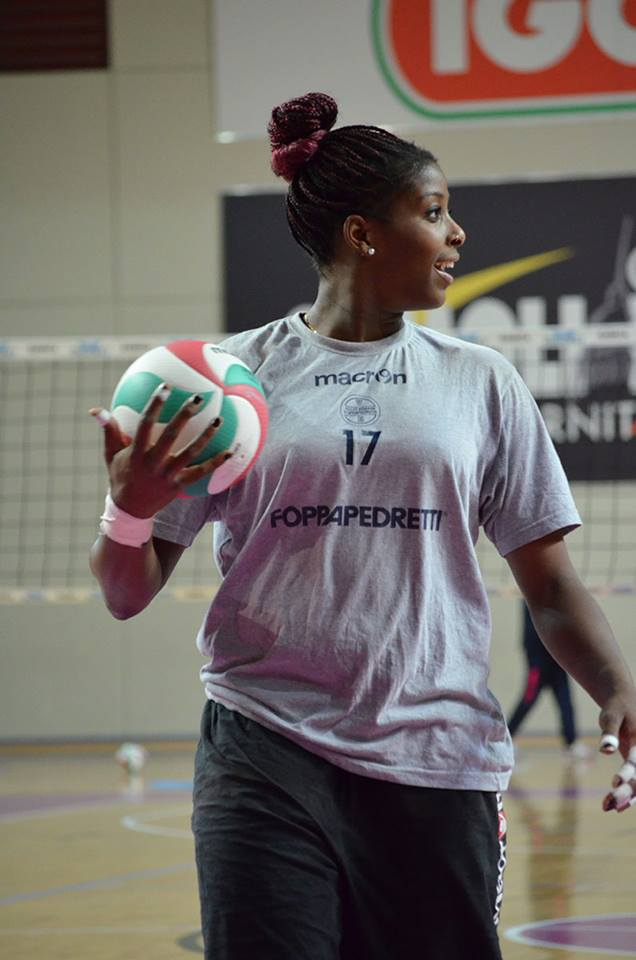
Miriam Sylla zawodniczką Foppapedretti Bergamo

Myriam Sylla (ur. 8 stycznia 1995 w Palermo) – włoska siatkarka, mająca rodziców z Wybrzeża Kości Słoniowej, reprezentantka kraju, grająca na pozycji przyjmującej. 

## Kariera klubowa
| Lata      | Klub                              |
| 2011–2012 | GSO Villa Cortese                 |
| 2012–2013 | Asystel MC Carnaghi Villa Cortese |
| 2013–2018 | Foppapedretti Bergamo             |
| 2018–2022 | Carraro Imoco Conegliano          |
| 2022–2025 | Allianz Vero Volley Milano        |
| 2025–     | Galatasaray Daikin Stambuł        |

## Sukcesy klubowe
Mistrzostwo Włoch:
- 2019, 2021, 2022[3]
- 2012, 2023[4], 2025[5]

Puchar Włoch:
- 2016, 2020, 2021, 2022[6]

Superpuchar Włoch:
- 2018, 2019, 2020, 2021

Liga Mistrzyń:
- 2021
- 2019, 2022[7], 2024[8]
- 2025[9]

Klubowe Mistrzostwa Świata:
- 2019
- 2021
- 2024[10]

## Sukcesy reprezentacyjne
Mistrzostwa Europy Juniorek:
- 2012

Grand Prix:
- 2017

Volley Masters Montreux:
- 2018

Mistrzostwa Świata:
- 2018
- 2022[11]

Mistrzostwa Europy:
- 2021
- 2019

Liga Narodów:
- 2022[12], 2024[13], 2025[14]

Igrzyska Olimpijskie:
- 2024[15]

## Nagrody indywidualne
- 2018: Najlepsza przyjmująca Mistrzostw Świata
- 2019: Najlepsza przyjmująca Mistrzostw Europy
- 2021: Najlepsza przyjmująca Mistrzostw Europy
- 2022: Najlepsza przyjmująca Mistrzostw Świata[16]
- 2024: Najlepsza przyjmująca turnieju finałowego Ligi Narodów[17]
- 2024: Najlepsza przyjmująca Igrzysk Olimpijskich w Paryżu[18]
- 2025: Najlepsza przyjmująca turnieju finałowego Ligi Narodów[19]